# Дужност (1. сезона)
Прва сезона серије Дужност је емитована од 26. јуна до 24. јула 2012. године и броји 5 епизода.

## Опис
Лени Џејмс, Мартин Компстон, Вики Меклур, Крег Паркинсон и Адријан Данбар су ушли у главну поставу на почетку сезоне.

## Улоге
- Лени Џејмс као Детектив главни инспектор Ентони Гејтс
- Мартин Компстон као Детектив наредник Стив Арнот
- Вики Меклур као Детективна позорница Кејт Флеминг
- Адријан Данбар као Надзорник Тед Хејстингс
- Крег Паркинсон као Детектив наредник Метју Котан

## Епизоде
| Бр. еп. (укупно) | Бр. еп. (у сезони) | Наслов            | Редитељ        | Сценариста   | Премијера     | Гледаност у Великој Британији (милиони) |
| --- | ------------------ | ----------------- | -------------- | ------------ | ------------- | --------------------------------------- |
| 1 | 1                  | "Злокобна ствар"  | Дејвид Кефри   | Џед Меркурио | 26. јун 2012. | 3.76                                    |
| У рацији противтерористичке јединице полиције је убијен недужни младић јер су грешком ушли у погрешан стан. ДН Стив Арнот је одбио да учествује у заташкавању па је шремештен у ПП-12, одељњењ за борбу против мићења које води надзорник Тед Хејстингс. Хејстингс је обавестио Арнота да ће његова прва истрага бити усредсређена на ДГИ Тонија Гејтса, старијег лица ПТ-20, јединице средишњег полицијског ОИЗ-а, који је управо постао Службеник године. Хејстингс је добио дојаву да Гејтс има сумњиво велики број решених случајева због "качења" − поступка о ком се више кривичних дела ставља на терет једном осумњиченом како би се повећао број успешних случајева једног службеника. У почетку је Хејтсингс узео изјаву од Гејтса због неких мањих оптужби − није пријавио да га је частио доручком пљачкаш кога је ухапсио пред једним кафићем. У међувремену, Гејст је дао савет својој љубавници Џеки Лаверти кад је рекла да је ударила пса док се пијана враћала кући са журке. Гејст се прво понудио да јој помогне у заташкавању догађаја тако што је лажирао провалу у њеној кући. Ипак, кад га је ДН Котан обавестио о случајевима који су дошли током ноћи на јутарњем састанку, он је открио да је Џеки у ствари згазила некога у несрећи, а не пса као што је рекла. Гејст ју је пожурио да призна. У међувремену, Кејт Флеминг, која је тренутно додељена одреду ОИЗ-а, се обратила Гејтсу и питала да ли може да пређе у његову екипу. Он јој је предложио да оде напиће са екипом и види како ће им бити, не знајући да она тајно ради за ПП-12. У међувремену, ДН Леа Џенсон је обавестила да статистика злочина на имању Бог поново расте па је Гејтс покренуо ПТ-20 да истражи. Присмотром је откривено да два осумњичена растурача дроге дејствују из напуштене куће. Гејст је замолио своју екипу да надзиру имање. Лавертијева је дошла да да изјаву о несрећи једном службенику, али није открила своју улогу у жртвиној смрти. Кад је жртва препозната, Гејст је успео да уђе у рачунарске податке и избрише пријаву о несталој особи којом се препознаје жртва − али након што ју је Арнот већ погледао. |                    |                   |                |              |               |                                         |
| 2 | 2                  | "Напад"           | Дејвид Кефри   | Џед Меркурио | 3. јул 2012.  | 3.84                                    |
| Гејтс је наставио своју истрагу убиства двојице осумњичених растурача дроге и разговарао са не баш сарадљивим сведоком кога је претњом натерао на разговор, а чак и ако одбије да разговара, биће означен као полицијски доушник. Тачка и Дипак су се извинили што су отишли са присмотре раније. У међувремену, Сајмон и Карен су дошли због тихе узбуне у једној згради у ухватили провалника на делу. Леа је разговарала са њим, а током разговора, он је признао и бројне друге преступе. У међувремену, Арнот размишља зашто је Гејтс преузео случај саобрћаајне несреће. Док је разговарао са сведокињом Нађом, она му је рекла да је особа која је била са Гејтсом на доручку висока, мршава и тамнокоса, а Арнот је посумњао да можда описује Лавертијеву. Претрага полицијске основе података је открила бројне провале које је починио преступник кога су ухватили Сајмон и Карен у предузећу "Задруга Лаверти". Арнот је посетио фризерски салон који је обијен и посумњао да Лавертијева можда води прање новца. На попришту убиства, екипа је схватила да убице нису нашле оно што су тражиле, али након открића тајног места где је дрога можда сакривена, открили су да нема ничега. У међувремену, Гејтса је разговарао са Лавертијевом о смрти њеног рачуновође. Она му је рекла да је мислила да прошири посао и да се он није слагао са том замишљу, али Гејтс је схватио да је он открио да она пере новац и запретио да ће рећи полицији. Гејтс ју је ухапсио, али га је на путу до полицијске испоставе она убедила да је пусти. У међувремену, још један растурач дроге је пронађен мртав на имању, али Гејтса није било нигде. Кејт је схватила да је Гејтс нестао па је обавестила Арнота. У кући Лавертијеве, она и Гејтс су имали страствени састанак који су прекинули закринкани провалници. Гејтс је онесвешћен, Лавертијева убијена, а отисци онесвешћеног Гејтса пронађени на оружју. |                    |                   |                |              |               |                                         |
| 3 | 3                  | "У клопци"        | Дејвид Кефри   | Џед Меркурио | 10. јул 2012. | 3.80                                    |
| Арнот је пожурио у кућу Лавертијеве након дојаве Флемингове и пронашао Гејтса како наводно претреса кућу, рекавши му да је дошао да ухапси Лавертијеву. Док је био у кући, Гејтс је петљао са доказима, сакривши своју чашу од вискија и обрисавши своје отиске са флаше таман кад је екипа дошла. Арнот је наредио форензичарима да обраде сто за отиске у нади да ће доказати да је Гејтс био у кући пре нестанка Лавертијеве. Хејстингс и Арнот су привели Гејтса на саслушање. Гејтс је потврдио да му је Лавертијева била стара симпатија, али је порицао да зна било шта о њеном прању новца. Гејтс је почео да се батрга кад га је Арно питао како је паркирао на прилазу Лавертијеве ако га она није пустила у кућу, а за то батргање је Арнот посумњао да је знак кривице. Хејстингс је обавестио Гејтсовог надређеног да је он скинут са случаја Лавертијеве. Флемингова је погледала снимке надзорних камера из ноћи убиства дбојице растурача дроге и пронашла снимак на ком се види да су убице кружиле колима са лажним таблицама тим крајем неко време све док Тачка и Дипак нису отишли. У међувремену, Гејтс је покушао да се реши чаше вискија из куће Лавертијеве, Флемингову је позвао један службеник и обавестио је да су украдена кола примећена, а Гејтс и Мортон су кренули у потеру. Током потере, Гејст је отет и одведен у складиште где му је показано тело Џеки Лаверти и речено да ћути или ће нож са његовим отисцима бити предат полицији. Истрајни Арнот се одазвао на дојаву о томе да је чаша за виски у сливнику − а зато је Гејтс рекао да је лагао Дипака јер је он наводно кртица која одаје податке из ПП-12. У међувремену, Арнот је открио да су га сарадници из рације оптужили да је муљао са налозима због чега је дошло до смрти недужног младића. Скрхкан кривицом и немогућношћу да опрости сарадницима издају, Арнот је послао поруку Флеминговој и Хејстингсу у којој је писало "Више нисам главни у послу. Гејтс је победио.". |                    |                   |                |              |               |                                         |
| 4 | 4                  | "Терор"           | Даглас Мекинон | Џед Меркурио | 17. јул 2012. | 3.87                                    |
| Флемингова је указала Арноту да је веза између прања новца Лавертијеве и Гејтса можда школа његове деце. Арнот је посетио школу и касније је потврдио да је Лавертијева платила капару и прве часове у готовом. Арнот је пристао да се врати у ПП-12. У међувремену, Хејстингс је одлучио да приведе и остатак Гејтсове екипе на саслушање због оптужби за "качења". Мортон је одбио да износи опаске, Флемингова се држала свог тајног задатка и одлучила да подржи Гејтса, али током испитивања, Хејстингс је испитао Котана о ноћи кад је била присмотра на Грчком путу, а он је рекао да је Гејтс наредио њему и Дипаку да заврше присмотру, не знајући да ће то дати времена убицама да нападну. У међувремену, форензички докази са места злочина и арапске књиге жртава су довели Гејтса до тога да смисли причу о могућем терористичком нападу чиме је успео да смота Арнота за рацију у којој није успео да уништи терористичку ћелију. У међувремену, Гејст је покушао да пронађе место на ком је тело Џеки Лаверти закопано. Поново га је звао "Томи" и обавестио да Арнот прчка око Лавертијеве због чега ће он изгубити зараду. "Томи" је обавестио Гејтса да хоће да се Арнот макне. Хејстингс и Арнот су обавестили Хилтона да имају сведока да је Гејтса наместио да двојица растурача дроге буду побијена. Гејтс је пронашао место где је тело, али је тело Лавертијеве нестало. Мортон је ухватио Флемингову са два мобилна и схватио да је она у ствари кртица ПП-12. Он ју је напао и одвезао се да нађе Гејтса. Арнота је звао власник једног фризерског салона и рекао да има податке који повезују Гејтса са багром. Арнот је договорио састанак, али кад је дошао, открио је да Гејтса ради са багром. Пре него што је успео да побегне, заскочили су га и везали за столицу, а прсти су му стављени у стегу. Гејтс је отишао јер је схватио да више нема назад. |                    |                   |                |              |               |                                         |
| 5 | 5                  | "Условна слобода" | Даглас Мекинон | Џед Меркурио | 24. јул 2012. | 3.72                                    |
| Гејтс се вратио да спаси Арнота из руку мучитеља. Арнот, који је уверен да је Гејтс невин за убиства и за кога верује да може да га доведе до убица, је лагао Флемингову и рекао јој да Гејтс није учествовао у његовој отмици. У међувремену, пошто јој је раскринкана, Флемингова је присиљена да напусти ПТ-20, али је пре тога Мортон изразио своје гађење. Котан је распоређен као СИС на случај троструког убиства, а Арнотов бивши надређени из против-терористичке јединице је доведен да надгледа дејство хватања осумњичених. Флемингова је разговарала са Рајаном који је порицао било какво сазнање о "Томију" и убиству Џеки Лаверти. Ипак, открио је Флеминговој да је Гејтс спасао Арнота. Узнемирена што ју је сарадник лагао, Флемингова је о томе обавестила Хејстингса. У међувременуАрнот је искористио Мортона како би заказао поноћни сусрет са Гејтсом. Гејтс је покушао да убеди Аронта да никад није "прешао црту" ни једанпут и да је био присиљен да се одметне јер није имао никаквог избора. Арнот је убедио Хејстингса да му дозволи да искористи Гејтса како би дошао до "Томија". Хејстингс је пристао да постави клопку на телефон који користи "Томи" док се један од његових бројева телефона не укључи. Арнот је спремио Гејтса који је убедио супругу да му дозволи да проведе последњи сат са децом. Кад се број телефона поново укључио, Гејтс, Арнот и Флемингова су пратили "Томија" до Глоф клуба "Ивични парк". Гејтс је ухапсио "Томија". Током саслушања, "Томи" је открио да су његови момци одговорни за убиство Џеки Лаверти и да су средили и тројицу растурача дроге. "Томи" је тврдио да је убиства починио "човек изнутра који му је веома посебан" и који "увек извршава наређења" и који би им признао да је био натеран на то. Кад су им се Арнот и Флемингова прикључили, Гејтс је схватио да му је каријера готова па је одлучио да се убије и рекао Арноту да обавести његову супругу да је погинуо на дужности. Кад је "Томи" ухапшен, Котан је насамо поразговарао са њим, а "Томи" му је рекао: "Реци ми шта сад да радим." на шта је Котан одговорио: "Понуди им све податке које можеш и тражи отпорност", чиме је наизглед потврђено да је Котан "Томијев" "човек изнутра" за ког се касније открило да га зову "Потрчко" и да је заврбован као момак кад је трчкарао за "Томија" у месном голф клубу. Епилог: Гејтсова породица је добила обештећење за гињење на дужности у износу од 107000 фунти и доживотну пензију. Арнот и његови сарадници из Против-терористчике јединице су ослобођени свих оптужби. Докази које је "Томи" дао никад нису коришћени, а он је стављен у састав заштите сведока. Случај против Гејтса је затворен. |                    |                   |                |              |               |                                         |